# 约瑟夫·萨博夫奇克
约瑟夫·萨博夫奇克（1963年12月4日—），斯洛伐克男子花样滑冰运动员。他曾代表捷克斯洛伐克参加1984年冬季奥林匹克运动会花样滑冰比赛，获得男子单人滑铜牌。